# Александрай
Александрай — село у Литві, Расейняйський район, знаходиться за 5 км від містечка Палепяй. Станом на 2001 рік у селі проживало 8 людей.
| Литва | Це незавершена стаття з географії Литви. Ви можете допомогти проєкту, виправивши або дописавши її. |